# Rolette (canton)
Pour les articles homonymes, voir Rolette.
Rolette est un canton canadien de forme carré de la région de la Chaudière-Appalaches. Il fut proclamé officiellement le 17 octobre 1868. Il couvre une superficie de 13 640 hectares.
Le canton de Rolette est divisé en 7 rangs qui ont chacun 46 lots. Le canton comprend des parties des municipalités de Saint-Fabien-de-Panet, Saint-Paul-de-Montminy et de Saint-Magloire.

## Toponymie
Le toponyme Rolette est à la mémoire de Frédérick Rolette (1783-1831) qui fut militaire durant la guerre de 1812-1814 et qui était connu pour son courage.